# Shim Young-gu
Shim Young-gu (en coreano: 심영구; 1961 - 29 de diciembre de 1992) fue un asesino en serie surcoreano que apuñaló a once personas durante robos en la provincia de Gyeonggi y Seúl de mayo a diciembre de 1989, matando a ocho e hiriendo a tres. Condenado y condenado a muerte por sus crímenes, fue posteriormente ejecutado en 1992.

## Primeros años
Shim Young-gu nació en Jecheon en 1961. Desde temprana edad, se vio obligado a presenciar cómo su padre abusaba físicamente de su madre, quien finalmente se escapó con su hermana pequeña cuando Shim todavía tenía ocho años. Después de este incidente, lo dejaron vivir con su padre, quien se volvió a casar con otra mujer que tenía sus propios hijos, pero incluso en este nuevo entorno, no se sintió amado por nadie en la casa.
Con el tiempo, Shim abandonó la escuela secundaria y adoptó un estilo de vida transitorio, viviendo el día a día vendiendo periódicos, lustrando zapatos y realizando trabajos poco calificados y que requerían mucha mano de obra. A la edad de 26 años, fue encarcelado por robo y sentenciado a 3 años y 6 meses de prisión, cumpliendo su condena hasta el verano de 1988. Tras su liberación, Shim se reunió con su madre biológica y se mudó con ella, pero Estaba insatisfecho con su vida debido a sus malas condiciones de vida, ya que su madre vivía de su salario trabajando en una fábrica de muñecas. Como resultado, recurrió a robos violentos, atacando brutalmente varios lugares del país con un cuchillo de escalada. Con el tiempo, Shim se volvió adicto a la violencia que causaba y recurrió a matar a sus víctimas.

## Asesinatos
El 21 de mayo de 1989, alrededor de la 1:20 a. m., Shim entró en una peluquería en el distrito Sujeong-gu de Seongnam , donde despertó al propietario dormido, Lee, de 23 años. Sorprendido por el intruso, Lee comenzó a gritar, lo que provocó que Shim sacara su cuchillo y lo apuñalara, antes de robar 7.000 wones de la caja registradora y huir. Lee fue encontrado más tarde por un vecino que lo llevó rápidamente a un hospital cercano y, a pesar de la gravedad de sus heridas, sobrevivió a la terrible experiencia. Veinte días después, Shim estaba bebiendo alcohol en un callejón oscuro cuando se encontró por casualidad con la señora Shin, de 42 años, propietaria de un pub local. Los dos se conocían, ya que Shin lo consideraba un delincuente que causaba problemas cada vez que él estaba cerca, y debido a esto, ella comenzó a regañarlo por beber constantemente. Enojado, Shim sacó su cuchillo y la amenazó, lo que la llevó a intentar huir, pero él la alcanzó y la mató a puñaladas. El cuerpo de Shin fue encontrado en una grieta cerca de una escuela primaria a la mañana siguiente.
Después de este asesinato, Shim se mudó a Seúl, donde continuó con sus crímenes. Cinco días después, el 16 de junio, acosó a una mujer de 42 años de apellido Kim mientras regresaba a casa del trabajo en el distrito de Gwanak-gu, y finalmente sacó su cuchillo y la apuñaló por la espalda. Una vez que ella cayó, él comenzó a apuñalarla repetidamente en la espalda y luego en el pecho, hasta matarla finalmente. El cuerpo desfigurado de la mujer fue encontrado a la mañana siguiente, y las autoridades investigadoras resumieron que el motivo probablemente fue un robo, ya que el asesino había robado 100.000 wones de su bolso. Sin embargo, como no hubo testigos y no se habían establecido vínculos con los ataques anteriores a Seongam, las pistas sobre el caso se agotaron rápidamente.
Temprano en la mañana del 4 de agosto, se escucharon los gritos de una mujer desde un callejón en Jungwon-gu, Seongnam, lo que provocó que los residentes alertados llamaran a la policía. Al llegar al lugar, la policía encontró el cuerpo de la señora Park, de 43 años, que había sido apuñalada seis veces en la espalda y el hombro y evidentemente había fallecido a consecuencia de una hemorragia. El asesinato se llevó a cabo de manera brutal, ya que la sangre había salpicado todo su cadáver y las paredes cercanas. El 16 de noviembre, Shim estaba acosando a Kim Min-seok, de 53 años, que regresaba a su casa en Sujeong-gu después de realizar una oración matutina. Al darse cuenta de que llevaba una bolsa negra encima, Shim saltó del callejón y apuñaló a Kim hasta matarla, pero al inspeccionar la bolsa, solo encontró cinco copias de la Biblia en su interior.
Tras este asesinato y el robo del coche cometido horas después, comenzaron a difundirse por la zona rumores de que un asesino en serie deambulaba por Seongam. Esto finalmente llegó al departamento de policía local, cuyos detectives conjeturaron que dado que todos los crímenes tuvieron lugar en las primeras horas de la mañana en un área pequeña, probablemente fueron cometidos por el mismo perpetrador. Además, creían que todas las víctimas habían sido elegidas al azar, ya que no tenían puntos en común entre sí y después les habían robado el dinero. Sin embargo, como los asesinatos generalmente ocurrían en callejones oscuros sin testigos y el asesino no dejaba pistas útiles, las autoridades inicialmente se centraron en los familiares de las víctimas y en los delincuentes previamente condenados que vivían en Seongam.
El siguiente asesinato tuvo lugar el 26 de noviembre en Guri, cuando una mujer de 57 años de apellido Lee fue asesinada a puñaladas cuando regresaba a casa del trabajo. Si bien este caso compartía similitudes con las víctimas anteriores, no había pistas que apuntaran a la identidad del perpetrador. Aproximadamente un mes después, el 23 de diciembre, Jang, un vendedor ambulante de 54 años, fue asesinado a puñaladas en una calle del distrito Jongno-nu de Seúl, y su asesino robó 170.000 wones y 240 billetes de autobús. El ataque final tuvo lugar en Navidad en Sujeong-gu, Seongnam, cuando Shim irrumpió en un supermercado local y atacó al empleado de 37 años Jo Young-seon. Al escuchar a su madre gritar, el hijo de 11 años de la mujer se despertó e intentó ayudar a su madre, lo que obligó a su atacante a matarlos a puñaladas a ambos antes de huir de la escena del crimen.

## Arresto, juicio y ejecución
Sin que Shim lo supiera, dejó una zapatilla que luego fue encontrada por los investigadores, quienes determinaron que no pertenecía a ninguna de las víctimas finales. Después de entrevistar a varios lugareños, concluyeron que la zapatilla pertenecía a Shim, y al investigar sus movimientos durante los últimos meses, las autoridades se sorprendieron al darse cuenta de que coincidían perfectamente con cada uno de los ataques. Tras obtener una orden para registrar el apartamento de su novia, donde vivía en ese momento, encontraron 21 pruebas que lo vinculaban con los asesinatos, entre ellas bolsos, pertenencias de las víctimas e incluso los billetes de autobús robados. Finalmente, después de una investigación que duró un mes, Shim fue arrestado en un apartamento alquilado en el distrito Gangseo-su de Seúl el 22 de enero de 1990.
A pesar del elevado número de víctimas y la brutalidad de los asesinatos, el caso fue reportado sólo por los periódicos regionales y rápidamente olvidado, y algunos especularon que las autoridades habían silenciado intencionalmente los crímenes para evitar el escrutinio público. Independientemente del motivo, Shim fue juzgado, declarado culpable de todos los cargos y posteriormente condenado a muerte, lo que culminó con su ahorcamiento en el Centro de Detención de Seúl el 29 de diciembre de 1992. En la fecha antes mencionada, se encontraba entre otros ocho criminales violentos que fueron condenados a muerte. ejecutado ese día.